# Jugoslawischer Fußballpokal
Der jugoslawische Fußballpokal (serbisch: Пехар Маршала Тита, kroatisch: Kup Maršala Tita, deutsch: Pokal des Marschall Tito) war ein zwischen 1946 und 1991 ausgetragener Pokalwettbewerb für jugoslawische Vereinsmannschaften, von 1991 bis 2002 für die Mannschaften der aus Serbien und Montenegro bestehenden Bundesrepublik Jugoslawien (Kup Jugoslavije) und zwischen 2002 und 2006 für die Vereine des in Serbien und Montenegro umbenannten Landes (Kup Srbije i Crne Gore).
Nach dem Zerfall Jugoslawiens 1991 wurden in den jeweiligen unabhängigen Staaten jeweils eigene nationale Pokalwettbewerbe ausgespielt. In Bosnien und Herzegowina der bosnisch-herzegowinische Fußballpokal, in Kroatien der broatische Fußballpokal, in Nordmazedonien der mazedonische Fußballpokal und in Slowenien der slowenische Fußballpokal.
Nachdem sich der Staatsbund zwischen Serbien und Montenegro aufgelöst hatte, bildete Montenegro seinen eigenen Pokalwettbewerb, den montenegrinischen Fußballpokal. Seitdem ist es ein Wettbewerb ausschließlich für Mannschaften aus Serbien, dem serbischen Fußballpokal. Nach dem Zerfall Jugoslawiens wurde Serbien alleiniger Rechtsnachfolger der 1992 gegründeten Bundesrepublik Jugoslawien. Somit gelten alle gewonnenen Titel serbischer Vereine als gültig und werden weiterhin in Fußballwertungen Serbiens mit einbezogen.

## Die Endspiele im Überblick
| Saison                               | Sieger                 | Ergebnis               | Finalist                   |
| ------------------------------------ | ---------------------- | ---------------------- | -------------------------- |
| Fußballpokal Jugoslawiens            |                        |                        |                            |
| 1946/47                              | FK Partizan Belgrad    | 2:0                    | FK Naša Krila Zemun        |
| 1947/48                              | FK Roter Stern Belgrad | 3:0                    | FK Partizan Belgrad        |
| 1948/49                              | FK Roter Stern Belgrad | 3:2                    | FK Naša Krila Zemun        |
| 1950                                 | FK Roter Stern Belgrad | 1:1 / 3:0 1            | Dinamo Zagreb              |
| 1951                                 | Dinamo Zagreb          | 2:0 / 2:0 2            | FK Vojvodina               |
| 1952                                 | FK Partizan Belgrad    | 6:0                    | FK Roter Stern Belgrad     |
| 1953                                 | Belgrader SK           | 2:0                    | Hajduk Split               |
| 1954                                 | FK Partizan Belgrad    | 4:1                    | Roter Stern Belgrad        |
| 1955                                 | Belgrader SK           | 2:0                    | Hajduk Split               |
| 1956/57                              | FK Partizan Belgrad    | 5:3                    | FK Radnički Belgrad        |
| 1957/58                              | FK Roter Stern Belgrad | 4:0                    | FK Velež Mostar            |
| 1958/59                              | FK Roter Stern Belgrad | 3:1                    | FK Partizan Belgrad        |
| 1959/60                              | Dinamo Zagreb          | 3:2                    | FK Partizan Belgrad        |
| 1960/61                              | Vardar Skopje          | 2:1                    | Varteks Varaždin           |
| 1961/62                              | OFK Belgrad            | 4:1                    | FK Spartak Subotica        |
| 1962/63                              | Dinamo Zagreb          | 4:1                    | Hajduk Split               |
| 1963/64                              | FK Roter Stern Belgrad | 3:0                    | Dinamo Zagreb              |
| 1964/65                              | Dinamo Zagreb          | 2:1                    | FK Budućnost Titograd      |
| 1965/66                              | OFK Belgrad            | 6:2                    | Dinamo Zagreb              |
| 1966/67                              | Hajduk Split           | 2:1                    | FK Sarajevo                |
| 1967/68                              | FK Roter Stern Belgrad | 7:0                    | FK Bor                     |
| 1968/69                              | Dinamo Zagreb          | 3:3 n. V. / 3:0 1      | Hajduk Split               |
| 1969/70                              | FK Roter Stern Belgrad | 2:2 / 1:0 2            | NK Olimpija Ljubljana      |
| 1970/71                              | FK Roter Stern Belgrad | 4:0 / 2:0 2            | FK Sloboda Tuzla           |
| 1971/72                              | Hajduk Split           | 2:1                    | Dinamo Zagreb              |
| 1973                                 | Hajduk Split           | 1:1 / 2:1 2            | FK Roter Stern Belgrad     |
| 1974                                 | Hajduk Split           | 1:0                    | FK Borac Banja Luka        |
| 1975/76                              | Hajduk Split           | 1:0 n. V.              | Dinamo Zagreb              |
| 1976/77                              | Hajduk Split           | 2:0 n. V.              | FK Budućnost Titograd      |
| 1977/78                              | NK Rijeka              | 1:0 n. V.              | FK Trepča                  |
| 1978/79                              | NK Rijeka              | 2:1 / 0:0 2            | FK Partizan Belgrad        |
| 1979/80                              | Dinamo Zagreb          | 1:0 / 1:1 2            | FK Partizan Belgrad        |
| 1980/81                              | FK Velež Mostar        | 3:2                    | FK Željezničar Sarajevo    |
| 1981/82                              | FK Roter Stern Belgrad | 2:2 / 4:2 1            | Dinamo Zagreb              |
| 1982/83                              | Dinamo Zagreb          | 3:2                    | FK Sarajevo                |
| 1983/84                              | Hajduk Split           | 2:1 / 0:0 2            | FK Roter Stern Belgrad     |
| 1984/85                              | FK Roter Stern Belgrad | 2:1 / 1:1 2            | Dinamo Zagreb              |
| 1985/86                              | FK Velež Mostar        | 3:1                    | Dinamo Zagreb              |
| 1986/87                              | Hajduk Split           | 1:1 n. V., 9:8 i. E.   | NK Rijeka                  |
| 1987/88                              | FK Borac Banja Luka    | 1:0                    | FK Roter Stern Belgrad     |
| 1988/89                              | FK Partizan Belgrad    | 6:1                    | FK Velež Mostar            |
| 1989/90                              | FK Roter Stern Belgrad | 1:0                    | Hajduk Split               |
| 1990/91                              | Hajduk Split           | 1:0                    | FK Roter Stern Belgrad     |
| Pokal der Bundesrepublik Jugoslawien |                        |                        |                            |
| 31991/92 3                           | FK Partizan Belgrad    | 1:0 / 2:2 2            | FK Roter Stern Belgrad     |
| 1992/93                              | FK Roter Stern Belgrad | 0:1 / 1:0, 5:4 i. E. 2 | FK Partizan Belgrad        |
| 1993/94                              | FK Partizan Belgrad    | 3:2 / 6:1 2            | FK Spartak Subotica        |
| 1994/95                              | FK Roter Stern Belgrad | 4:0 / 0:0 2            | FK Obilić                  |
| 1995/96                              | FK Roter Stern Belgrad | 3:0 / 3:1 2            | FK Partizan Belgrad        |
| 1996/97                              | FK Roter Stern Belgrad | 0:0 / 1:0 2            | FK Vojvodina               |
| 1997/98                              | FK Partizan Belgrad    | 0:0 / 2:0 2            | FK Obilić                  |
| 1998/99                              | FK Roter Stern Belgrad | 4:2                    | FK Partizan Belgrad        |
| 1999/2000                            | FK Roter Stern Belgrad | 4:0                    | FK Napredak Kruševac       |
| 2000/01                              | FK Partizan Belgrad    | 1:0                    | FK Roter Stern Belgrad     |
| 2001/02                              | FK Roter Stern Belgrad | 1:0                    | Sartid Smederevo           |
| Pokal von Serbien und Montenegro     |                        |                        |                            |
| 2002/03                              | Sartid Smederevo       | 1:0 n. V.              | FK Roter Stern Belgrad     |
| 2003/04                              | FK Roter Stern Belgrad | 1:0                    | FK Budućnost Banatski Dvor |
| 2004/05                              | FK Železnik            | 1:0                    | FK Roter Stern Belgrad     |
| 2005/06                              | FK Roter Stern Belgrad | 4:2 n. V.              | OFK Belgrad                |

### Rangliste der Sieger
| Verein                 | Siege | Jahr(e) |
| ---------------------- | ----- | --- |
| FK Roter Stern Belgrad | 21    | 1948, 1949, 1950, 1958, 1959, 1964, 1968, 1970, 1971, 1982, 1985, 1990, 1993, 1995, 1996, 1997, 1999, 2000, 2002, 2004, 2006 |
| FK Partizan Belgrad    | 9     | 1947, 1952, 1954, 1957, 1989, 1992, 1994, 1998, 2001                                                                         |
| Hajduk Split           | 9     | 1967, 1972, 1973, 1974, 1976, 1977, 1984, 1987, 1991                                                                         |
| Dinamo Zagreb          | 7     | 1951, 1960, 1963, 1965, 1969, 1980, 1983                                                                                     |
| BSK/OFK Belgrad        | 4     | 1953, 1955, 1962, 1966 |
| NK Rijeka              | 2     | 1978, 1979 |
| FK Velež Mostar        | 2     | 1981, 1986 |
| Vardar Skopje          | 1     | 1961 |
| FK Borac Banja Luka    | 1     | 1988 |
| Sartid Smederevo       | 1     | 2003 |
| FK Železnik            | 1     | 2005 |